# ミカン亜科
ミカン亜科 (Aurantioideae) は、ミカン科の下位分類群のひとつで亜科の階級におかれるものである。分布の中心は、オーストララシア東部のモンスーン地帯であり、西方には南アジアからアフリカ、東方にはポリネシアまで分布している。
果物として食用の果実をつけるものが多く、ゲッキツ属にはカレーの材料となるオオバゲッキツや装飾用のゲッキツ等が含まれる。
ミカン亜科は、小さな木や大きな低木、まれに蔓になるものもある。花は通常、白色で良い香りがする。果実は、非常に特徴的なミカン状果で、通常丸い形で、色は緑色、黄色、橙色である。
この亜科は、原始的なワンピ連 (Clauseneae) と、より進化したミカン連 (Citreae) の2つの分類群に大別される。近年になって、いくつかの属は、後者から前者へ所属が見直されている。